# Sveta Petronila
Sveta Petronila (1. stoljeće) starokršćanska je svetica i mučenica te duhovna kćerka Svetog Petra.

## Životopis
O Svetoj Petonili nemamo mnogo pisanih spomena. Prema pričama i legendama bila je vrlo zgodna žena koja te se stoga rimski patricij Flako želio oženiti njome. Ona ga je tražila tri dana kako bi razmislila o odluci i on joj je ugodio. Tri dana molila je Boga i Isusa za pomoć, molila pokoru te na kraju odbila prosidbu što je Flaka razljutilo. Dao ju je najprije mučiti i na kraju smaknuti. Ostaci su joj najprije bili pohranjeni u rimskim katakombama da bi u 9. stoljeću ostaci bili prebačenu u Baziliku Svetoga Petra.
Za života je bila je sljedbenica apostola Petra koji ju je cijenio te je tako dobila nadimak "duhovna kćer Svetog Petra", a smatralo se kako je u rodu sa Svetom Domicilom. Franački su je vladari uzimali za svoju zaštitnicu, a zaštitnica je mnogih naselja i crkva (u Hrvatskoj su joj posvećene crkve u Budinjaku i Kanfanaru).